# Oŋ (digramme)
Cette page contient des caractères spéciaux ou non latins. S’ils s’affichent mal (▯, ?, etc.), consultez la page d’aide Unicode.
Oŋ (minuscule oŋ) est un digramme de l'alphabet latin composé d'un O et d'un Eng (Ŋ).

## Linguistique
- En bassa, le digramme « oŋ » note la voyelle [o] nasalisée. La lettre O cédille (O̧) peut avoir la même utilisation.

## Représentation informatique
Comme la majorité des digrammes, il n'existe aucun encodage de Oŋ sous un seul signe, il est toujours réalisé en accolant un O et un Ŋ,.